# Bill Zito
William „Bill“ Francis Zito, Jr. (* 16. September 1964 in Pittsburgh, Pennsylvania) ist ein US-amerikanischer Eishockeyfunktionär. Seit September 2020 fungiert er als General Manager der Florida Panthers aus der National Hockey League (NHL).

## Karriere
Bill Zito wurde in Pittsburgh geboren und wuchs in Milwaukee auf. Er studierte zuerst an der Yale University, schloss dort mit einem Bachelor of Arts ab und spielte parallel dazu von 1984 bis 1987 Eishockey für die Yale Bulldogs in der National Collegiate Athletic Association (NCAA). Anschließend kehrte er in seine Heimat Wisconsin zurück und erlangte an der University of Wisconsin–Madison den Juris Doctor. Als studierter Jurist gründete er anschließend Acme World Sports, eine Spielerberater-Agentur, die in den folgenden Jahren unter anderem Spieler wie Tuukka Rask, Tim Thomas, Antti Niemi, Brian Rafalski und Valtteri Filppula vertrat. In dieser Branche war er in der Folge über 20 Jahre tätig.
Im Jahre 2013 wechselte Zito in die National Hockey League (NHL) zu den Columbus Blue Jackets, die ihn als Assistenten von Jarmo Kekäläinen anstellten, der wiederum kurz zuvor die Position des General Managers übernommen hatte. Für das Franchise war der US-Amerikaner in den folgenden sieben Jahren tätig, wobei er auch als General Manager für die Farmteams Lake Erie/Cleveland Monsters verantwortlich war und dabei im Jahre 2016 den Calder Cup der American Hockey League (AHL) gewann. Darüber hinaus fungierte er als „GM“ der Nationalmannschaft der USA bei der Weltmeisterschaft 2018.
Im September 2020 wurde Zito als neuer General Manager der Florida Panthers vorgestellt. Dort trat er die Nachfolge von Dale Tallon an. Unter seiner Führung gewann das Team in den Playoffs 2024 erstmals den Stanley Cup und verteidigte den Titel im Folgejahr.